# سی.ان. آناندورای
سی. ان. آناندورای (انگلیسی: C. N. Annadurai; ۱۵ سپتامبر ۱۹۰۹ – ۳ فوریهٔ ۱۹۶۹) سیاست‌مدار اهل هند و وزیر ارشد ایالت تامیل نادو و ایالت مدرس بود. او نخستین عضوی از احزاب دراویدی بود که عهده‌دار این سمت شد. مراسم خاکسپاریاش از حیث تعداد شرکت‌کننده در جهان رکورددار است.